# George Blagden
Pour les articles homonymes, voir Blagden.
George Blagden, né le 28 décembre 1989 à Londres, est un acteur britannique. Depuis 2019, il est marié à Laura Pitt Pulford, chanteuse et actrice américaine.
D'abord connu pour son rôle du révolutionnaire cynique Grantaire dans l'adaptation cinématographique des Misérables, il interprète ensuite le moine Athelstan dans la série télévisée Vikings , puis Louis XIV, personnage principal de la série télévisée Versailles.

## Biographie
Blagden a commencé à chanter dès l'âge de 13 ans, il se produit dans diverses chorales et a son propre groupe de rock.
Grâce à sa bourse d'études, il a intégré la Oundle School, où il étudie l'art dramatique. Il joue dans la compagnie théâtrale de l'école, où il campe les rôles du boulanger dans la comédie musicale Into the Woods et de Marc dans « Art ». En outre, alors qu'il est toujours à la Oundle School, Blagden est devenu membre de la National Youth Theatre - il est l'un des quatre étudiants choisis pour participer à une Master Class avec Ian McKellen. Après avoir obtenu son diplôme, il étudie les arts dramatiques à la Guildhall School of Music and Drama, dont il sort diplômé en 2011.

## Carrière
En 2011, Blagden a obtenu son premier rôle, celui d'Andy, dans le long métrage The Philosophers, qui ne sortira en salles qu'en 2013. Il a depuis joué un rôle mineur dans La Colère des Titans et l'un des personnages majeurs dans  Les Misérables. De 2013 à 2015, il a joué le rôle d'Athelstan, un moine érudit et tiraillé entre sa foi chrétienne et les dieux vikingsdans la série Vikings. De 2015 à 2018, il joue le rôle principal dans la série franco-canadienne Versailles, interprétant le rôle de Louis XIV.

## Filmographie

### Cinéma
- 2012 : Les Misérables : Grantaire
- 2012 : La Colère des Titans : un soldat
- 2013 : The Philosophers : Andy
- 2014 : Blood Moon : Jake Norman
- 2022 : Rubikon : Gavin

### Télévision
- 2013-2015 : Vikings : Athelstan
- 2015-2018 : Versailles : Louis XIV
- 2017 : Black Mirror (Hang the DJ) : Lenny[8]

## Théâtre
- 2018 : Tartuffe de Molière adapté par Christopher Hampton, mise en scène Gérald Garutti, Londres, Theatre Royal Haymarket

## Récompenses et distinctions
| Année | Récompense                                    | Catégorie                                             | Film           | Résultat   |
| ----- | --------------------------------------------- | ----------------------------------------------------- | -------------- | ---------- |
| 2012  | National Board of Review of Motion Pictures   | Best Acting by an Ensemble                            | Les Misérables | Lauréat    |
| 2012  | National Board of Review of Motion Pictures   | Best Ensemble                                         | Les Misérables | Lauréat    |
| 2012  | San Diego Film Critics Society                | Best Ensemble Performance                             | Les Misérables | Nomination |
| 2012  | Satellite Awards                              | Best Ensemble, Motion Picture                         | Les Misérables | Lauréat    |
| 2012  | Washington D.C. Area Film Critics Association | Best Acting Ensemble                                  | Les Misérables | Lauréat    |
| 2013  | Actors Guild Awards                           | Outstanding Performance by a Cast in a Motion Picture | Les Misérables | Nomination |